# Haricot de Soissons
Ne doit pas être confondu avec Haricot de Soissons (bonbon).
Le haricot de Soissons est un haricot grimpant précoce, rustique et vigoureux, à écosser, pouvant grimper jusqu'à trois mètres. Il est produit à l'origine dans l'Aisne et initialement près de Soissons pour la qualité de son gros grain réniforme de couleur ivoire à peau fine, consommé en frais ou sec à maturité complète selon la variété.

## Deux variétés
Le haricot de Soissons d'espèce Phaseolus coccineus se décline en deux variétés distinctes de haricots, tous deux grimpants sur de grands tuteurs de 2,5m de hauteur. On les dit alors haricots à rames grimpants sur tuteurs solides ou sur filets souples. Tous deux sont à écosser.

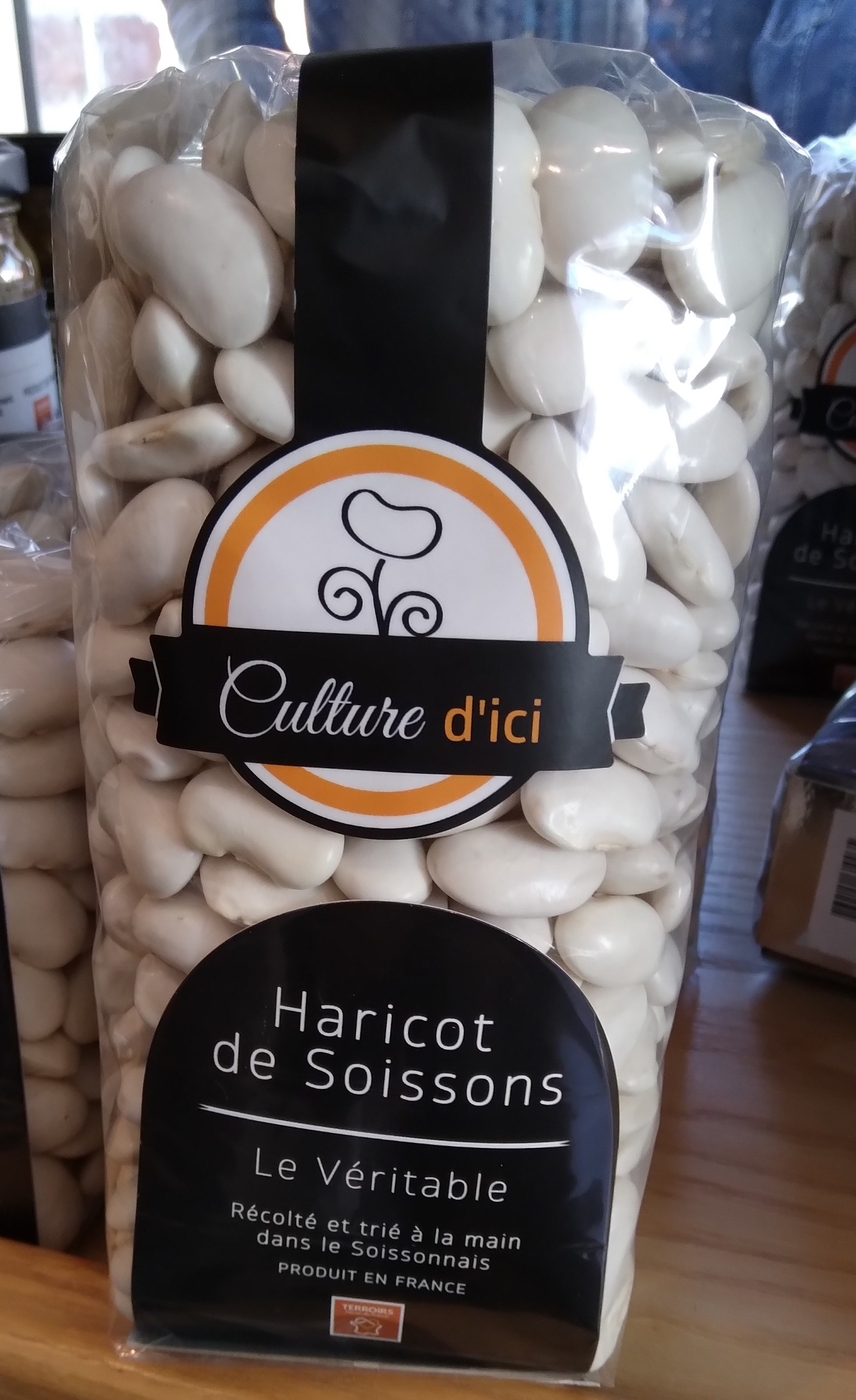
Véritable haricot de Soissons.

### Soissons gros blanc
La plus connue étant la variété blanche ivoire, à gros grains réniformes dans des cosses de 20 à 25 cm consommée sec pour ses gros grains de 17 mm minimum de longueur et 10 mm de largeur, avec un taux d’humidité relative compris entre 12 et 17 %.

#### Reconnaissance de qualité
Dès 1908, un syndicat se constitue pour la défense du haricot de Soissons afin de supprimer la concurrence déloyale et reconnaître le terroir de production.
Le haricot de Soissons apparaît dans la grande remise à jour de 1996 du Larousse gastronomique présidé par Joël Robuchon.
En 2021, un cahier des charges pour l'obtention d'une indication géographique protégée (IGP) est demandée par l'Association des producteurs de Haricot de Soissons créée en 2001 afin de reconnaître la qualité naturelle de la région de production d'origine ainsi que le savoir-faire des producteurs.
Le 2 juin 2023, l'Union européenne reconnaît au haricot de Soissons son IGP.

### Soissons vert
L'autre variété moins connue est une variété de flageolet vert à rames, à gousses de 17 cm aux grains verts pouvant être récolté en vert ou en grain.

## Histoire
Le haricot de Soissons est cultivé depuis le XVIIIe siècle, dans les vignobles axonais et champenois. Les vignerons des environs de Soissons, Laon et Reims alternent alors un pied de vigne avec un plant de haricot.

## Légendes
Lors d'une épidémie de peste qui ravagea la contrée, les habitants fuyant la ville de Soissons perdirent en chemin plusieurs graines de haricots dans les champs et sur le bord des cours d'eau. À leur retour, les graines avaient germé, et la récolte permit aux Soissonnais d'éviter la disette. La variété du haricot de Soissons était née.
Une autre légende concerne le guetteur de la cathédrale, surnommé « le Paon », qui, au XIXe siècle, fit pousser des plants de haricots au sommet de tour de l'édifice. Ces derniers dévalèrent bientôt les murs de la tour, donnant à cette dernière un côté verdoyant étonnant. Il avait pour habitude de parler ainsi de ses plants : « Dieu créa la fleur et lui dit : sois rose ! Il créa le haricot et lui dit : Sois son et va en paix ! », dicton devenu célèbre dans la région.

## Qualités gastronomique
Sa peau fine reste imperceptible après trempage d'au minimum 12 heures et cuisson. Il bénéficie d'une excellente tenue en cuisson qui lui permet de maintenir la tendreté et le fondant qu'on lui reconnaît en gastronomie.

## Déclinaisons gastronomiques
Le haricot de Soissons se cuisine de presque toutes les façons possibles. On le retrouve même dans la préparation de certains desserts. On peut le déguster chaud en soupe (velouté), en purée ; le cuisiner en ragoût avec diverses viandes ou poissons ; mais aussi froid en salade ; ou bien longuement mariné, à l'apéritif, à la manière d'une olive.
Son meilleur accommodement restant à la manière du cassoulet. Certains restaurants du Soissonnais proposent dans leurs cartes le Soissoulais, un cassoulet Picard, ou simplement accompagné de filet d’agneau le héricot de mouton. Il accompagne aussi très bien le poisson, par exemple une daurade avec une compotée de Haricots de Soissons à la tomate confite.

## Évènements remarquables
En 2005, la ville de Soissons créée la fête du Haricot de Soissons qui connaît un véritable succès avec plus de 50 000 visiteurs.

## Culture populaire
Une image humoristique de 1904-1905 indique que cette déclinaison particulière du légume a une réputation notoire à l'époque, de donner des flatulences.